# Polyrhachis schistacea
Polyrhachis schistacea é uma espécie de formiga do gênero Polyrhachis, pertencente à subfamília Formicinae.